# San Felice del Benaco
San Felice del Benaco ist eine italienische Gemeinde mit 3447 Einwohnern (Stand 31. Dezember 2023). Sie gehört zur Provinz Brescia in der  Region Lombardei.
Die Nachbargemeinden sind Garda (VR), Manerba del Garda, Puegnago sul Garda, Salò und Torri del Benaco (VR).
Die weitläufige Gemeinde liegt am südwestlichen Ufer des Gardasees in der reizvollen Hügellandschaft der Valtenesi, einer Endmoränenlandschaft, die mit ihren Weinbergen, den Olivenbaum- und Zypressenhainen und den kleinen Dörfern auf den Hügelkuppen an die Toscana erinnert. Der Beiname der Ortschaft leitet sich ab von der antiken Bezeichnung für den Gardasee, dem lacus Benacus.

Pfarrkirche Santi Felice, Adauto e Flavia

Der Ortskern liegt etwa zwei Kilometer von Seeufer entfernt. Im Zentrum dominiert die Pfarrkirche Santi Felice, Adauto e Flavia aus der Mitte des 18. Jahrhunderts. Im Innern befinden sich Gemälde und Fresken, unter anderem in der Apsis die Muttergottes mit San Felice und anderen Heiligen. Als campanile dient ihr der Turm einer alten Skaligerfestung. 

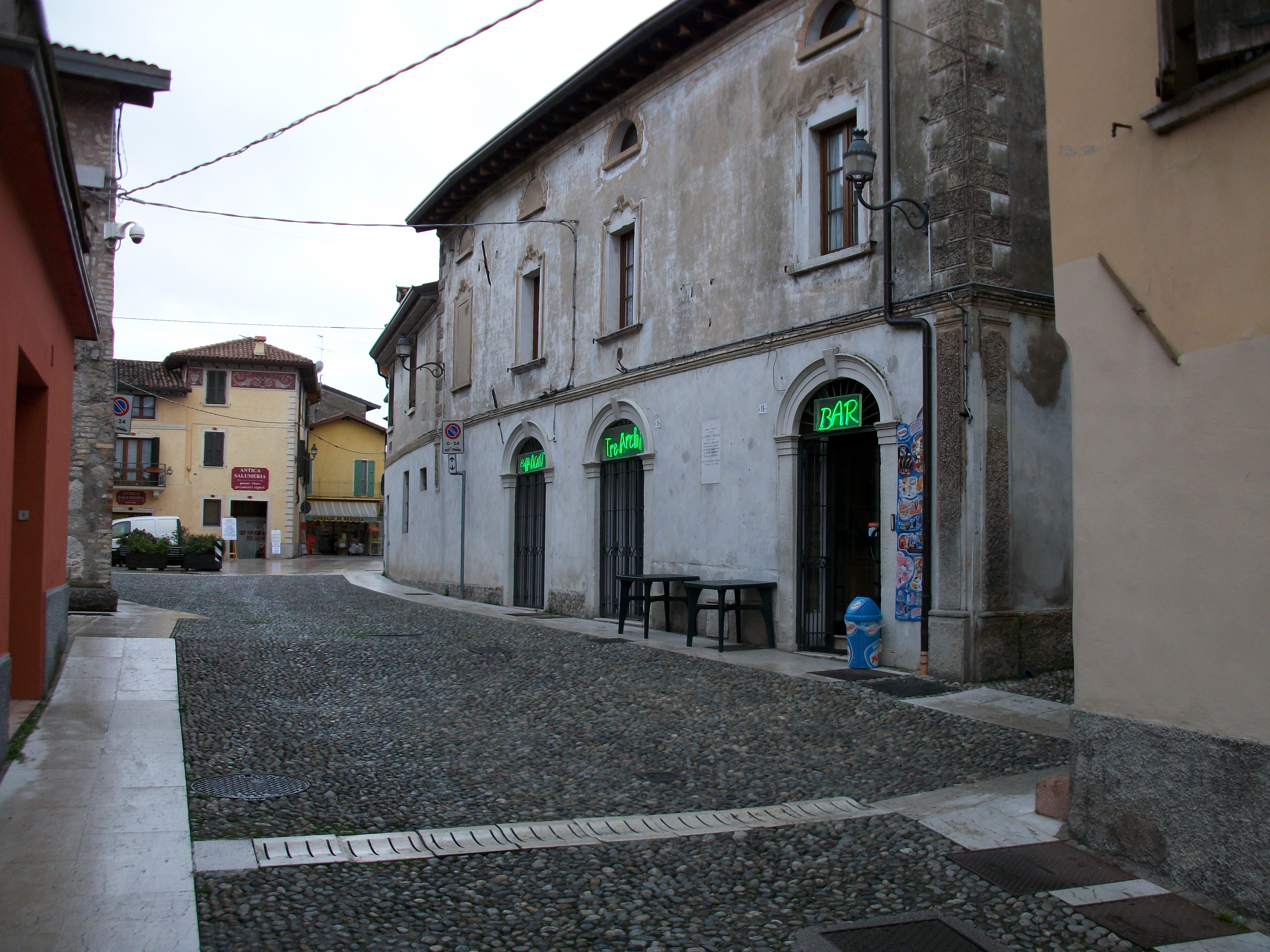
Altstadt bzw. Ortskern von Portese, nördlich von San Felice del Benaco

Lage der Gemeinde San Felice del Benaco in der Provinz Brescia

Etwas außerhalb des Ortes liegt südlich das Santuario della Madonna del Carmine. Die außen schmucklose ehemalige Karmeliterkirche aus dem 15. Jahrhundert ist ein beliebtes Wallfahrtsziel und entstand in den Jahren 1452 bis 1482. In der einschiffigen Saalkirche mit offenem Dachstuhl findet man einen bedeutenden Freskenschmuck aus der Wende vom 15. zum 16. Jahrhundert. Der Übergang von der spätgotischen zur Renaissance-Malerei lässt sich gut an den Figuren beobachten, die ein individuelles Eigenleben erkennen lassen.
Markttag in San Felice ist der Mittwoch. Im Ortskern findet man die Trattoria El Patio sowie die Hotels San Filis in der Via Marconi 5 und Villa Luisa Resort in der Via Palazzo 1. Zwei Kilometer entfernt liegt der kleine Hafen Porto San Felice.

## Film-Drehort
Der Campingplatz „Fornella Camping“ und der darunter liegende Strand dienten als Drehort für einige bekannte Filmszenen in Go Trabi Go.